# Komparator (digital elektronik)
Indenfor den digitale elektronik er en komparator et kredsløb der kan sammenligne digitale signaler og afgøre om de er ens, og i modsat fald eventuelt hvilket signal der er "størst".
I praksis fås færdiglavede komparatorer som integrerede kredsløb, og de sammenligner to grupper af digitale signaler. De simplere komparatorer angiver om hvert signal i den ene gruppe er det samme som det tilsvarende signal fra den anden gruppe: Hvis hver af de to signalgrupper repræsenterer et binært tal, er dette en indikation af om de to tal er ens eller ej.
Mere avancerede komparatorer tager imod to binære tal A og B, repræsenteret ved to grupper à et antal digitale signaler, og indikerer så om A og B er ens, og hvis ikke; hvilket tal der er størst. Disse komparatorer har ofte også særlige indgange, så hvis antallet af signaler, eller bits, i hver af de to grupper ikke slår til, kan man koble flere komparatorer sammen og dermed skabe et kredsløb der kan sammenligne tilstrækkelig mange bits.